# Унлинген
Унлинген (њем. Unlingen) општина је у њемачкој савезној држави Баден-Виртемберг. Једно је од 45 општинских средишта округа Биберах. Према процјени из 2010. у општини је живјело 2.410 становника. Посједује регионалну шифру (AGS) 8426121.

## Географски и демографски подаци
Унлинген се налази у савезној држави Баден-Виртемберг у округу Биберах. Општина се налази на надморској висини од 535 метара. Површина општине износи 26,9 km². У самом мјесту је, према процјени из 2010. године, живјело 2.410 становника. Просјечна густина становништва износи 90 становника/km².